# Europop
L'europop és un gènere de música desenvolupat a Europa des dels anys 1970 i que es caracteritza per ritmes enganxosos, cançons simples i lletres superficials. Una de les principals diferències entre l'europop i el pop nord-americà és que el primer tendeix més a la música dance i el techno. L'europop va arribar a dominar les llistes d'èxits durant els anys 1980 i 1990. Alguns dels artistes van sorgir de França, Alemanya, Itàlia i Països Baixos, però la gran majoria eren d'origen suec. En els 1970 aquests grups eren famosos principalment en països del continent Europeu, però en els 80 i principis dels 90, Ace of Base de Suècia, Whigfield de Dinamarca o Princessa d'Espanya, coparen els primers llocs de les llistes en el continent i obriren el mercat a l'Àsia, assentant-se al Japó. Army of Lovers va introduir amb èxit l'europop entre les audiències britàniques i nord-americanes. En els 90, grups de pop com les Spice Girls i els Backstreet Boys mostren influències del gènere. El terme s'usa principalment en els països de parla anglosaxona i de vegades s'empra com a sinònim de pop europeu. Hi ha diferències d'ús entre els Estats Units i Regne Unit. Mentre que Kylie Minogue o Sophie Ellis-Bextor poden ser classificades com a europop als EUA i fins i tot a Austràlia, a la Gran Bretanya se sol emprar exclusivament per al pop de l'Europa continental. Els grups britànics Girls Aloud i Take That, mai serien qualificats com a europop al seu país d'origen.